# Domicela Kopaczewska
Domicela Katarzyna Kopaczewska (Aleksandrów Kujawski; 4 de Outubro de 1958 — ) é um político da Polónia. Ela foi eleito para a Sejm em 25 de Setembro de 2005 com 4870 votos em 5 no distrito de Toruń, candidato pelas listas do partido Platforma Obywatelska.